# Relações entre Japão e Tonga
As relações entre Japão e Tonga foram estabelecidas em julho de 1970. O Japão é o principal doador de Tonga no campo da assistência técnica. O governo japonês descreve suas relações com Tonga como "excelente" e afirma que "a Família Imperial do Japão e a Família Real de Tonga desenvolveram um relacionamento cordial e pessoal ao longo dos anos". O Japão é um dos únicos quatro países a ter uma embaixada em Nukuʻalofa, enquanto Tonga tem uma embaixada em Tóquio.
No início de 2009, o Japão se tornou o quarto país a estabelecer uma embaixada em Tonga (depois da Austrália, Nova Zelândia e República Popular da China). Em março, o embaixador Yasuo Takase se tornou o primeiro embaixador residente do Japão em Tonga. Ele também foi o primeiro embaixador japonês residente em qualquer país da Polinésia.
A abertura da embaixada ocorreu em um contexto de aumento da ajuda japonesa ao desenvolvimento no Pacífico.

## Visitas de estado
Em maio de 2009, o primeiro ministro tonganês Feleti Sevele foi recebido no Japão pelo imperador Akihito para uma discussão regional sobre ajuda.
Taufa'ahau Tupou IV (Rei de Tonga de 1965 a 2006) visitou o Japão em sete ocasiões.

## Comércio
Em 2013, as exportações da Tonga para o Japão (consistindo principalmente de abóboras e atum) valeram 146 milhões de ienes, enquanto suas importações (principalmente máquinas) valeram 460 milhões de ienes. O Japão é o maior mercado de exportação de Tonga.

## Missões diplomáticas
O Japão enviou apenas diplomatas como embaixadores para Tonga. Por outro lado, no entanto, um dos embaixadores tonganeses é membro da família real, o príncipe herdeiro Tupou VI.